# Hekate
Hekate est un groupe allemand de néofolk.

## Histoire
Hekate se forme d'abord comme projet atonal expérimental de néofolk,. Le premier concert a lieu lors d'une exposition d'art à la Fachhochschule de Coblence. Un premier CD est produit en 1996 lors d'une collaboration avec le projet ambient Chorea Minor. Le groupe se produit en live, entre autres au Wave-Gotik-Treffen à Leipzig, au M'era Luna Festival à Hildesheim et dans divers clubs en Allemagne et à l'internationale. En 2011, le groupe sort l'album Die Welt der dunklen Gärten suivi en 2018 par Totentanz,.

## Style musical
Hekate utilise entre autres des éléments de folk, de musique classique, de chansons et de musique médiévale et les combine avec des sons électroniques expérimentaux. L'instrumentation comprend des percussions, de la batterie, des instruments historiques, des guitares et des synthétiseurs. Les textes traitent de mythes et de légendes (Barberousse, la fée Morgane, les Cathares ou les Maures). Outre ses propres textes, Hekate utilise également des textes culturellement importants des époques précédentes et les propose dans différentes langues (français, anglais, yiddish, allemand).

## Discographie
- 1994 : Sanctuary (Krokodil Records) (cassette en édition limitée)
- 1996 : The Seventh Sign (Krokodil Records), (avec Chorea Minor)
- 1998 : Hambach -1848- (Taos-Records)
- 2000 : Sonnentanz (Well of Urd) (CD)
- 2001 : Tempeltänze (Well of Urd) (CD)
- 2003 : Ten Years of Endurance (Auerbach) (compilation)
- 2004 : Mithras Garden (Auerbach) (EP, live)
- 2004 : Goddess (Auerbach)
- 2011 : Die Welt der dunklen Gärten (Auerbach) (CD)
- 2018 : Totentanz (Auerbach) (CD)